# محمية عدن
محمية عدن هي محمية بريطانية قامت في جنوب اليمن من 1839 وحتى 1967. تشكلت رسمياً بناءً على مرسوم ملكي صدر في 18 مارس 1937، وقسمت المحمية إدارياً إلى قسمين غربية وشرقية، اتجهت بريطانيا إلى تنظيمها وربطها بمستعمرة عدن نظراً لما يعكسه هذا التنظيم من فوائد على عدن اقتصادياً واستراتيجياً وسياسياً، بعد دمجها بمستعمرة عدن أصبحت تعرف باتحاد الجنوب العربي في 1959.
وقد تمكنت بريطانيا بموجب الصلاحيات التي منحتها لحاكم عدن من ممارسة سلطتها الاستعمارية على المحمية، إذ أصبح مصير المنطقة كلها في يد الحاكم، فهو الذي يعين الزعماء ويعزلهم، ويتولى ترسيم الحدود بين الإمارات، أو يعمل على تقسيم بعضها وتوزيعها على من يشاء ووقتما يشاء، كما أن له حق إعلان حالة الطوارئ أو إلغائها، وبالتالي فقد أصبح الحاكم وفقاً للتنظيم الجديد هو المتصرف في جميع الشؤون السياسية والاقتصادية والاجتماعية والعسكرية للمحمية الغربية والشرقية.
وبموجب النظام الجديد عين حاكم عدن حاكماً للمحمية أيضاً، وفيما يتعلق بسلطات الزعماء المحليين فقد حد منها «باستثناء سلطان لحج» وركزت في يد المؤسسات الحكومية المحلية، وفي ظل تطبيق الحكم غير المباشر فقد كان في مقدور الحاكم تطبيق أي قانون سن في الأصل للمستعمرة على المحمية. وكان مسمى الحاكم في المحمية كما هو متعارف عليه بين الزعماء المحليين هو الوالي. وفي وقت لاحق بعد استقلال اليمن الجنوبي عن بريطانيا أصبحت تعرف بجمهورية اليمن الديمقراطية الشعبية. اليوم هي تشكل جزءاً من أراضي الجمهورية اليمنية.

## التقسيم الإداري

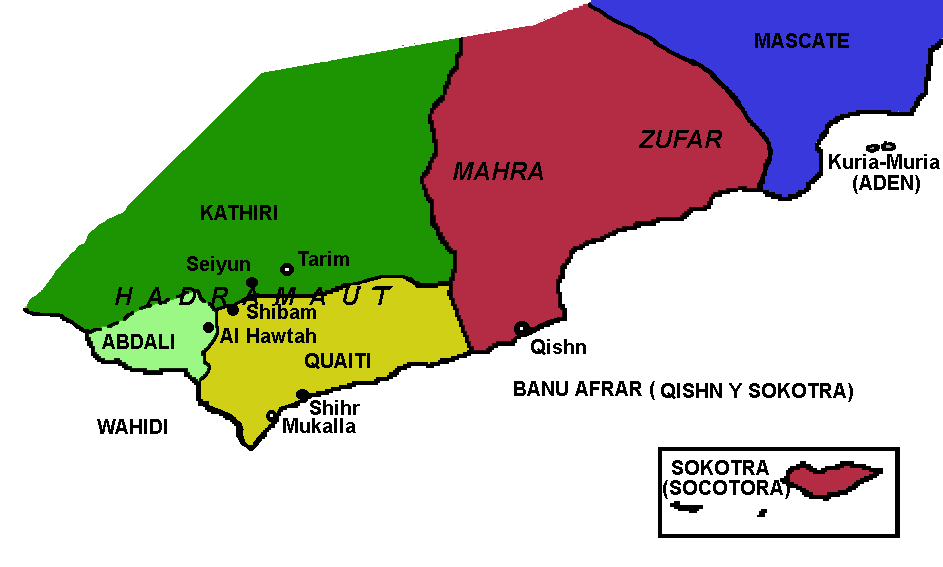
خريطة محمية عدن الشرقية

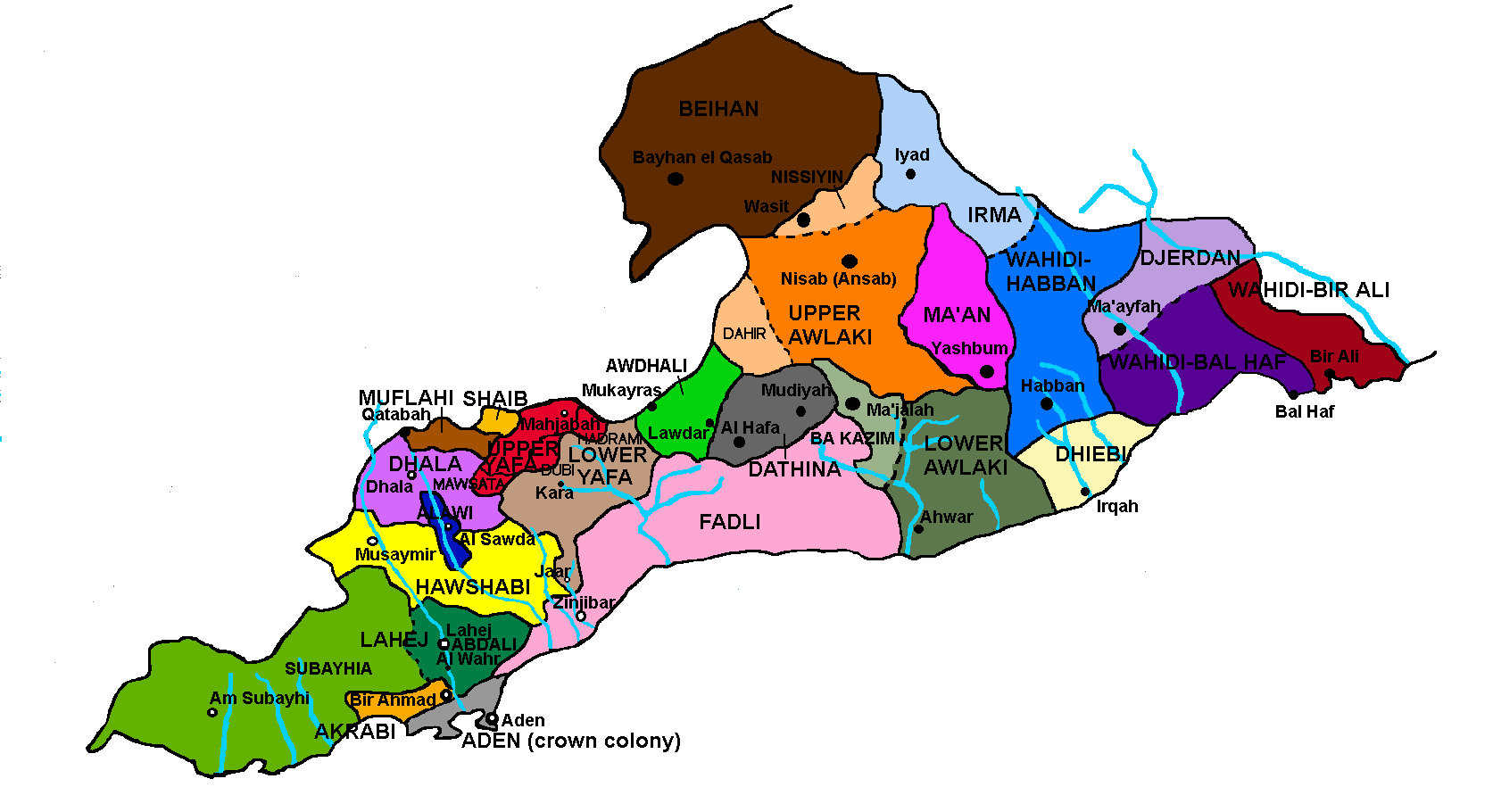
خريطة محمية عدن الغربية

قسمت المحمية إدارياً إلى قسمين غربية وشرقية تجاوباً مع بعض الحقائق التاريخية والجغرافية.

### المحمية الغربية
```
تبدأ خلف عدن بسهل رملي يترواح عرضه ما بين أربعة أميال إلى أربعين ميلاً، ويمتد نحو الداخل بسلسلة من المرتفعات والهضاب، وهذه المرتفعات تشكل الجبال الرئيسة التي تسقط عليها المياه الرئيسة في جنوب اليمن، وقد قسمت المحمية الغربية إلى خمس مناطق رئيسة هي:
```

- المنطقة الشمالية الشرقية: وتضم إمارة بيحان وسلطنة العوالق العليا، ومشيخة العوالق العليا.
- المنطقة الجنوبية الشرقية: وتضم العوذلي وسلطنة العوالق السفلى واتحاد ديثنة «ويطلق عليها أيضاً اسم جمهورية دثينة لأن رئيسها ينتخب كل سنة».
- المنطقة الوسطى: وتضم سلطنة الفضلي وسلطنة يافع السفلى وسلطنة يافع العليا.
- المنطقة الجنوبية الغربية: وتضم سلطنة لحج ومشيخة العقربي ومشيخة العلوي، وسلطنة الحواشب.
- المنطقة الشمالية الغربية: وتضم إمارة الضالع ومشيخة شعيب ومشيخة المفلحي ومشيخة ردفان.

### المحمية الشرقية
أما المحمية الشرقية فهي تقع على حدود حضرموت والمهرة والأكبر من حيث المساحة من المحمية الغربية، أما من حيث السكان فهي أقل كثافة بسبب استفحال الهجرة منها، وهي تضم رسمياً خمس سلطنات.
- السلطنة القعيطية في الشحر والمكلا
- السلطنة الكثيرية في سيئون
- سلطنة الواحدي في بالحاف
- سلطنة الواحدي في حبان
- ولاية الواحدي في بير علي
- سلطنة المهرة في قشن وسقطرة.

## تاريخ

### البداية (النواحي التسع)

خريطة النواحي التسع

ماأصبح يعرف باسم محمية عدن كان في البداية عبارة عن ترتيبات غير رسمية للحماية البريطانية مع تسع قبائل قريبة الحدود من مدينة عدن، كانت هي:
- سلطنة لحج (العبدلي)
- مشيخة العلوي
- إمارة الضالع (الأميري)
- مشيخة العقربي
- سلطنة العوالق السفلى
- سلطنة الفضلي
- سلطنة الحواشب
- سلطنة الصبيحة
- سلطنة يافع السفلى

ظهرت هذه التسمية في عام 1873، بعد التدخل العثماني في شئون جنوب غرب اليمن، حيث مثل هذا التدخل تهديداً مباشراً لطبيعة العلاقة التي تربط قبائل المنطقة بالبريطانيين، ووجد البريطانيون أن من المهم القيام بشيء أكثر فعالية من الترتيب العرضي العابر للوقوف أمام التهديد العثماني، فنتج عن ذلك تحويل سياستها تجاه المنطقة من سياسة التهدئة إلى سياسة الحماية، وانتهى الأمر إلى إبرام معاهدات الحماية
وقد ساعد بريطانيا في سياستها الجديدة «سياسة الحماية» رغبة الحكام المحليين في الانفصال عن الدولة العثمانية، ومن ثم فقد رحب هؤلاء الحكام بتزويد بريطانيا لهم بالأسلحة والأموال، مقابل الحماية التي نتج عنها تجميد الانقسامات القبلية وإبقائها على حالتها، كما جمدت النزاعات داخل القبائل نتيجة تعزيزبريطانيا لسلطة السلاطين والأمراء والمشايخ.
ومما تجدر الإشارة إليه أن سلطنة العبدلي «لحج» لم تدخل هذا النوع من المعاهدات، ويرجع ذلك إلى حقيقة أن علاقة بريطانيا معها ترجع إلى وقت مبكر قبل تبني النمط التقليدي لمعاهدات الحماية.
غير أن بريطانيا أدخلت سلطنة العبدلي في خارطتهم السياسية، التي رسموها وطلبوا من الدولة العثمانية أن تعد جميع السلطنات والإمارات الموجودة في الخارطة تحت النفوذ البريطاني، والتي لا يحق للعثمانيين التدخل في شؤونها، ومنذ تقديم هذا المشروع عام 1873 أصبحت تلك المناطق تعرف بالنواحي التسع.
وظلت هذه التسمية متداولة من قبل العثمانيين بصورة خاصة لفترة طويلة على الرغم من أن الإمارات التي وقعت على هذه المعاهدات ازداد عددها بمرور الزمن.

### معاهدات الحماية الرسمية
بدأت أول معاهدة حماية رسمية مع سلطنة المهرة في قشن وسقطرى عام 1886. بدأت بريطانيا فيها ببطء في إضفاء الطابع الرسمي على ترتيبات الحماية هذه والتي تضمنت أكثر من 30 معاهدة رئيسية للحماية حتى عام 1954. هذه المعاهدات، بالإضافة إلى عدد من الاتفاقات الأخرى الثانوية ساهمت في إنشاء محمية عدن التي امتدت إلى الشرق من عدن إضافة إلى حضرموت وشملت جميع الأراضي التي أصبحت لاحقاً جمهورية اليمن الديمقراطية الشعبية باستثناء مدينة عدن والأراضي المحيطة بها مباشرة التي إلى جانب العديد من الجزر المحيطة أصبحت تعرف باسم مستعمرة عدن حيث لم يحكمها حاكم عربي. في مقابل الحماية البريطانية، وافق حكام الأقاليم التأسيسية على عدم الدخول في اتفاق أو تنازل عن الأراضي لأية قوة أجنبية أخرى.
في عام 1917 تم ضم محمية عدن لتدار من قبل حكومة الهند البريطانية، التي ورثت شركة الهند الشرقية في مختلف مصالح الولايات الأميرية ذات الأهمية الاستراتيجية على الطريق البحرية من أوروبا إلى الهند. لأغراض إدارية وبشكل غير رسمي تم تقسيم المحمية إلى المحمية الشرقية (وبها مستشار بريطاني للشؤون السياسية مقره السلطنة القعيطية في المكلا في الفترة من 1937 إلى 1967)، والمحمية الغربية (وبها مستشار بريطاني للشؤون السياسية مقره سلطنة لحج من 1 أبريل 1937 إلى 1967) وذلك لفصل الإدارة.
في عام 1928، أنشأت بريطانيا قيادة عدن تحت قيادة سلاح الجو الملكي، للحفاظ على أمن المحمية ثم أعيدت تسميته «القوات البريطانية في عدن» في وقت لاحق من عام 1936 كانت تعرف باسم القوات البريطانية في شبه الجزيرة العربية وبعد ذلك سميت قيادة الشرق الأوسط (عدن).
المحمية الشرقية (حوالي 230,000 كيلومتر مربع)، جاءت لتشمل الكيانات التالية (ومعظمها في حضرموت):

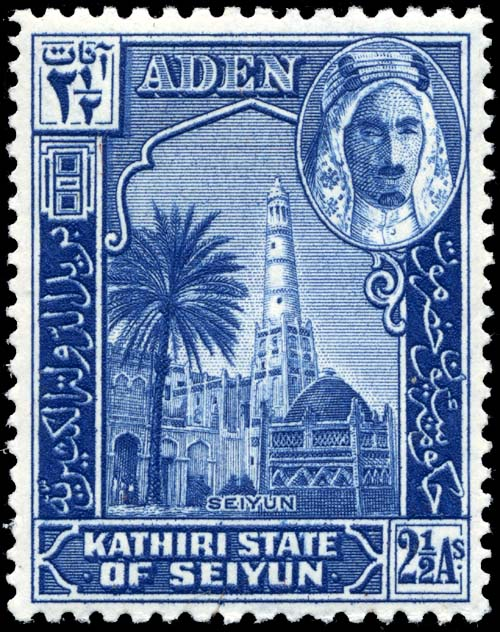
طابع بريد من محمية عدن، السلطنة الكثيرية، 1942.

المحمية الغربية (حوالي 55,000 كيلومتر مربع) وتشمل:
- مشيخة العوالق
- مشيخة العقربي
- سلطنة العوذلي
- إمارة بيحان
- مشيخة دثينة
- إمارة الضالع (الأميري)
- سلطنة الفضلي
- سلطنة الحواشب
- سلطنة لحج (سلطنة العبدلي)
- سلطنة العوالق السفلى
- سلطنة يافع السفلى
- مشيخة القطيبي
- مشيخة الشعيب
- سلطنة العوالق العليا
- سلطنة يافع العليا

الحدود الفاصلة بين هذه الكيانات تقلبت على مر الزمن ولم تكن ثابتة. يذكر ان عدن لم تدرج في اطار هذه المحميات وكانت تسمى مستعمرة عدن. المناطق الجزرية مثل بريم وكمران وكوريا موريا لم تدخل في اطار هذه الإدارة أيضاً.

### معاهدات الاستشارة
في عام 1938، وقعت بريطانيا معاهدة استشارية مع السلطنة القعيطية وخلال الأربعينيات والخمسينيات من القرن الماضي، وقعت على معاهدات مماثلة مع اثنتي عشرة محمية أخرى. الكيانات التالية كانت لديها معاهدات استشارية:
المحمية الشرقية:
- السلطنة الكثيرية (سيئون-حضرموت)
- سلطنة المهرة في قشن وسقطرة
- السلطنة القعيطية في حضرموت
- سلطنة الواحدي في بالحاف

المحمية الغربية:
- سلطنة العوذلي
- إمارة بيحان
- إمارة الضالع (الأميري)
- سلطنة الفضلي
- سلطنة الحواشب
- سلطنة لحج (سلطنة العبدلي)
- سلطنة العوالق السفلى
- سلطنة يافع السفلى

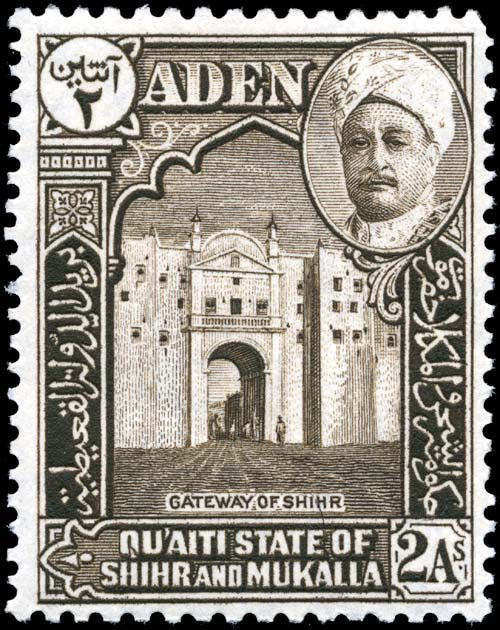
طابع بريد من محمية عدن، السلطنة القعيطية، 1942.

هذه الاتفاقات سمحت بوضع مستشار مقيم في الكيانات الموقعة مع بريطانيا مما اعطاها قدراً أكبر للسيطرة على شؤونها الداخلية. هذه المعاهدات ارست قواعد الحكم وقوانين الخلافة في هذه المحميات وجعلتها أكثر استقراراً ولكنها خلقت قيادة صلبة وشجعت الفساد الرسمي. في بعض الأحيان استخدم القصف الجوي والعقاب الجماعي ضد القبائل الخارجة على سلطة حلفاء بريطانيا. لهذا كان اليمنيون ينظرون إلى الحماية البريطانية كعائق أمام التقدم، وذلك تعزز بوصول الأفكار من العالم الخارجي عن القومية العربية عبر أجهزة الراديو التي ظهرت حديثاً في ذلك الوقت.
السيطرة البريطانية قابلها تحدى من قبل الإمام أحمد يحيى حميد الدين إمام المملكة المتوكلية اليمنية في اليمن الشمالي والذي لم يعترف بسلطة البريطانيين في جنوب اليمن حيث كان يطمح بتوحيد شطري اليمن الجنوبي والشمالي. في أواخر الأربعينيات وبداية الخمسينيات من القرن الماضي قام الإمام بسلسلة من المناوشات الحدودية في المناطق المتنازع عليها وعلى طول الخط البنفسجي (الخط الذي تم ترسيمه لفصل الحدود بين إنجلترا والدولة العثمانية والذي عمل على فصل محمية عدن عن اليمن عام 1914).
في عام 1950 قام كينيدي ترفاسكيس (Kennedy Trevaskis) مستشار المحمية الغربية بوضع خطة لتشكيل محميات مكونة من اتحادين. هذه الخطة لم تحرز أي تقدم يذكر على حيز الواقع ولكنها اعتبرت استفزازاً من قبل الإمام أحمد. بصفته إمام حاكم من الطائفة الزيدية الشيعية في الإسلام أعرب الإمام عن مخاوفه من نجاح الاتحاد في إنشاء محميات سنية شافعية المذهب مما سيكون بمثابة منارة للشافعيين الساخطين الذين يسكنون المناطق الساحلية في المملكة المتوكلية اليمنية والذين يتبعون المذهب الشافعي. لمواجهة هذا الخطر، كثف الإمام أحمد الجهود الرامية إلى تقويض النفوذ البريطاني ففي منتصف الخمسينيات من القرن الماضي دعم عدداً من ثورات القبائل ضد حكومة المحمية. هذا النداء كان محدوداً في البداية ولكن مع ترسخ الفكر القومي العربي في اليمن وازدياد شعبية الرئيس المصري الأسبق جمال عبد الناصر وتكوين الجمهورية العربية المتحدة زادت جاذبية هذه النداءات.

### الاتحاد ونهاية المحمية

#### محمية عدن

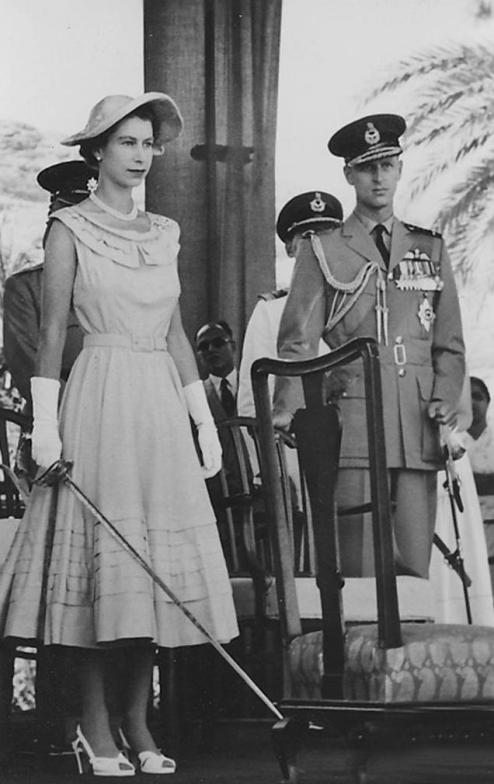
الملكة إليزابيث في عدن عام 1954، تحمل بيدها سيفا لتكريم الفرسان على الطريقة الإنجليزية

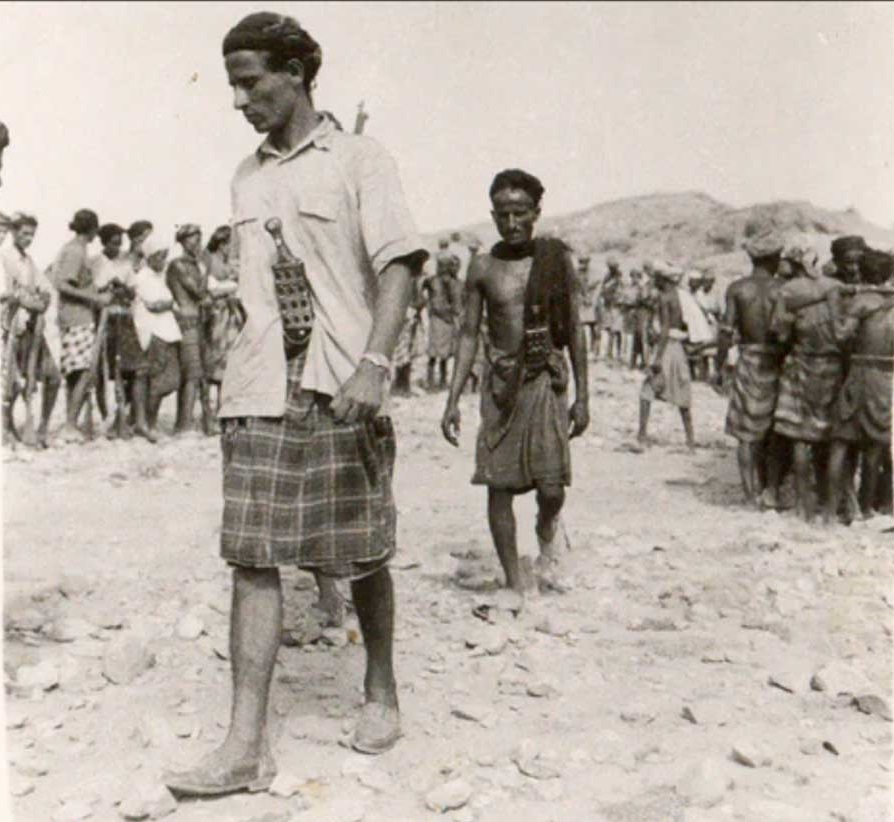
قبليين بأبين (جنوب اليمن) في ستينات القرن العشرين. تعتبر أبين ريف عدن حيث تمركز الإنجليز لمئة وتسعة وعشرين سنة، الإنجليز لم يكونوا كالإيطاليين أو الفرنسيين حريصين على التأثير الثقافي مثل بناء الجامعات وصياغة الدساتير، هم لا يبنون منشأة أو يمهدون طريقا إلا لحاجتهم.

منذ 1890، بدأ العديد من العمال من المشيخات المحمية بالإضافة لأبناء الحجرية من تعز بالعمل في عدن كحمالين في الموانئ أو معبدين للطرق وغيرها من الأعمال التي لم تعمل بها النخبة البرجوازية من البارسيين والإنجليز وغيرها من القوميات التي استوطنت عدن عقب اعلانها منطقة حرة وساهم أبناء الحجرية في تغليب كفة العرب على الهنود الذين كانوا أغلب سكان المدينة. عقب الحرب العالمية الثانية، شهدت عدن حركة اقتصادية متنامية وأصبحت ثاني موانئ العالم نشاطاً بعد نيويورك. وظهرت الإتحادات العمالية واستطاعت استقطاب أعداد كبيرة من العمال، لم يكن هولاء العمال يتمعتون بنفس الامتيازات التي تميز بها مواطنو عدن   ولكنهم تغلبوا عليهم بالتعداد وبدأت الحركات المعادية للإستعمار الإنجليزي بالظهور عام 1943. لإن المواطنين العدنيين كانوا يتمتعون بحقوق وامتيازات لم يتمتع بها سواء رعايا المشيخات المحمية أو عمال الحجرية  وأسس محمد علي لقمان أول نادٍ للأدب العربي وأول مدرسة عربية في عدن وكانت مجموعة محمد علي لقمان أول من بدأ بالتنظير للوحدة اليمنية 
كانت محمية عدن مقسمة إلى قسمين محمية غربية وشرقية بهما ثلاث وعشرون سلطنة وإمارة وعدة قبائل بدوية كانت مستقلة تماماً عن تأثير السلطنات، علاقتهم بالإنجليز كانت توفير الحماية والتحكم الإنجليزي المطلق بالعلاقات الخارجية وسلطان سلطنة لحج هو الوحيد الذي كان يشير اليه الإنجليز  بجلالة السلطان  أنشأ الإنجليز ماعُرف بإتحاد إمارات الجنوب العربي لإبعاد عدن عن موجة القومية العربية التي اجتاحت المنطقة وتحد من مطالب الاستقلال بتوفير المزيد من السلطات والحريات للمشيخات والحفاظ على المصالح الإنجليزية في عدن. ففكرة «الجنوب العربي» هذه هي فكرة إنجليزية أولا وأخيراً لعزل عدن وخلق كيان معتمد على بريطانيا. كان سلطان سلطنة لحج المرشح الأفضل لرئاسة الاتحاد في نظر الإنجليز ولكن محاولات الإنجليز لضم عدن إلى الاتحاد المقترح باءت بالفشل. والازدراء الذي قوبل به أنصار  الجنوب العربي  في الأمم المتحدة وجامعة الدول العربية. رغم أن سلطنة لحج انضمت للاتحاد إلا أن ثمة قوى كانت ترفضه وكان هناك خلافات حول هوية رئيسه. في حين كان الإنجليز ينسحبون من مستعمراتهم حول العالم، كانت المنطقة الممتدة من عدن مرورا بعمان وولايات الساحل المتصالح إستراتيجية للإنجليز ولم تبدُ بوادر أنهم كانوا بصدد التخلي عنها. رفضت المشيخات في المحمية الشرقية الانضمام للإتحاد المقدم من الإنجليز. خلال الجدل بشأن مستقبل عدن وتواجد الإنجليز، قاد عبد الله السلال وعلي عبد المغني انقلاباً ضد الإمام محمد البدر حميد الدين في 25 سبتمبر 1962 وإعلان الجمهورية العربية اليمنية في 26 سبتمبر من نفس العام وهو ماجعل الرأي العام في جنوب اليمن يميل لصالح القوى القومية وزادهم إصراراً على طرد الإنجليز. فانشقت الجبهة القومية للتحرير بقيادة قحطان الشعبي عن  رابطة الجنوب العربي  وبدأ الشعبي جمع التأييد لإسقاط المشيخات، وطرد الإنجليز والوحدة مع الجمهورية العربية اليمنية معظم تأييد الجبهة القومية للتحرير كان قادماً من ردفان ويافع فشن الإنجليز حملة اسموها (إنجليزية: Operation Nutcracker) احرقت ردفان بالكامل في يناير 1964

### حالة الطوارئ في عدن

خريطة توضح أهم قبائل سلاطين اليمن الجنوبي.

في 10 ديسمبر 1963 تم إعلان حالة الطوارئ في محمية عدن. وقد عجل إعلان حالة الطوارئ موجة الفكر القومي العربي التي امتدت إلى شبه الجزيرة العربية والمستمدة إلى حد كبير من الاشتراكية والقومية العربية التي كانت مذهب الزعيم المصري جمال عبد الناصر. كان ذلك بعد أن قامت القوات البريطانية والفرنسية وقوات الغزو الإسرائيلي بغزو مصر بعد أن قام عبد الناصر بتأميم قناة السويس في عام 1956 ولكن بريطانيا اضطرت إلى الانسحاب بعد تدخل كل من الولايات المتحدة والاتحاد السوفيتي.
ومع ذلك كان نجاح عبد الناصر نجاحا محدودا في نشر مذهبه القومي العربي ففي محاولة لتوحيد مصر وسوريا في 1958 وتأسيس الجمهورية العربية المتحدة انهار هذا الاتحاد خلال 3 سنوات فقط. بغض النظر عن هذا فالشعور المناهض للاحتلال البريطاني في اليمن تناما خلال تلك الفترة.
في عام 1963 والسنوات اللاحقة، واجهت القوات البريطانية الكثير من المقاومة من قبل مجموعات مقاومة مختلفة الأهداف السياسية. أكبر المنظمات المتنافسة كانت هي: الجبهة القومية للتحرير (NLF) وتؤيدها مصر وجبهة تحرير جنوب اليمن المحتل (FLOSY) والذين هاجموا بعضهم البعض فضلا عن مهاجمة بريطانيا.
في عام 1965 كان مركز القوات الجوية الملكية في خور مكسر يدير 9 أسراب من الطائرات. وتشمل هذه وحدات النقل وطائرات مروحية وعدد من طائرات هوكر هنتر حيث تم استدعاء هذه الأسلحة من قبل الجيش البريطاني لضرب العديد من المواقع وتم استعمال قنابل شديدة الانفجار لمواجهة النزعات التحريرية في المحمية.
أهم الأحداث البارزة تشمل معركة كريتر التي وضعت اللفتنانت كولونيل كولين كامبل ميتشل (كولن ميتشيل) الملقب («ميتش المجنون»)(Mad Mitch) للبروز. ففي 20 يونيو 1967 كان هناك تمرد في جيش اتحاد الجنوب العربي وامتد التمرد أيضا إلى الشرطة. لكن هذا التمرد تم لم ينجح وتم استعادة النظام من قبل البريطانيين، ويرجع ذلك أساسا إلى الجهود المبذولة من الكتيبة الأولى تحت قيادة اللفتنانت كولونيل ميتشل.
ومع ذلك، فإن هجمات المناضلين القاتلة لم تتوقف وخاصة من جانب الجبهة القومية للتحرير (NLF) وسرعان ما استأنفت ضد القوات البريطانية مرة أخرى. مع مغادرة البريطانيين عدن قبل نهاية تشرين الثاني / نوفمبر 1967، في وقت أبكر مما كان مخططا له من قبل رئيس الوزراء البريطاني هارولد ويلسون ودون اتفاق على من سيخلف في الحكم تمكنت الجبهة القومية للتحرير (NLF) من الاستيلاء على السلطة.

## جيش محمية عدن (الليوي)
أنشأت سلطات الاحتلال البريطاني جيش محمية عدن والأسم الشائع له جيش الليوي (وهي تسمية مشتقة من الكلمة الإنجليزية "leviers") التي تعني “مجندون” أو قوة مجندة) أسندت تبعيته لسلاح الجو الملكي البريطاني، بعد أن حقق نجاحات كبيرة في ضرباته التي وجهها لقوات المملكة المتوكلية اليمنية، سواء في مناطق الأطراف أو بعض مدن وقرى المناطق الوسطى. وترتب على تلك النجاحات تغيير جوهري في الاستراتيجية العسكرية البريطانية تجاه مستعمرة عدن والمحميات التسع، حيث أدركت أن الاعتماد على سلاح الجو الملكي البريطاني هو أنجح وسيلة للتعامل مع جيش الإمام يحيى حميد الدين، وإخضاع المحميات الغربية والشرقية، وإحكام السيطرة عليها والتغلب على طبيعتها الجبلية الصعبة.
وقد جاء إنشاء هذا الجيش في إطار الاستراتيجية البريطانية الجديدة في اليمن أطق عليها مصطلح: “إلى الأمام” وقامت على الآتي:
1. الاستغناء عن قواتها البرية التي أثقلت كاهلها بالأعباء الاقتصادية، وفشلت في السيطرة على المحميات.
2. الاستعاضة عنها بقوات محلية محدودة، كما وكيفا، تتمكن بواسطتها من الدخول إلى الأرياف، وخلق نوع من التواصل مع قبائل المحميات القبلية المتمرسة في القتال، وتكوين علاقات صداقة مع زعمائها من خلال منحهم بعض المساعدات المالية، وخاصة الشخصيات الاجتماعية المؤثرة منها.

3 - تعزيز نفوذ السلاطين والأمراء الموالين للحكومة البريطانية، وإخضاع المتمردين بواسطة الطيران.
وفي سبيل تعزيز إستراتيجية “إلى الأمام” اتخذت الإدارة الاستعمارية جملة من الإجراءات أهمها:
1. 1. فصل عدن ومحمياتها عن حكومة الهند وربطا ماليا وإداريا وسياسيا بقيادة سلاح الجو الملكي البريطاني في لندن مباشرة.
  2. إنشاء السرب السابع قاذفات في عدن لضرب الجيش الإمامي في الشمال وضرب المتمردين في الجنوب.
  3. فرض نظام الاستشارة بدلاً عن الحماية على السلاطين والأمراء.
  4. إنشاء ما سُمِّي بجيش محمية عدن “الليوي” وربطه ماليا وإداريا بسلاح الجو الملكي البريطاني في لندن، وتم تعيين كبار قادته من هذا السلاح.

تم تعيين الضابط البريطاني الكولونيل “ليك” أول قائد له، والذي اختار منطقة الشيخ عثمان كمقر لقيادة جيش الليوي.
وقد عرف عن ذلك القائد ميله وإعجابه بأبناء المحميات الشرقية، وخاصة أبناء منطقة العوالق، بحجج مختلفة منها أنها تحت السيطرة المباشرة لسلطات الاحتلال، في ما كثير من المناطق الغربية تحت سيطرة الأتراك، لذلك فقد كان معظم المجندين من تلك المنطقة، وهو ما جعل قيادة ذلك الجيش ترفض قبول كثير من راغبي التجنيد من المناط الأخرى، ومنها منطقة يافع التي تم رفض تسعمائة مجند من أبنائها بحجة أنهم جاءوا متأخرين، الأمر الذي أدى إلى تذمرات كبيرة في أوساط تلك القبائل.
وكان ذلك قبل توقيع اتفاقية الحدود مع المملكة المتوكلية اليمنية عام 1934م ثم تقرر أن يكون التجنيد بنسب معينة لكل إمارة وسلطنة بحسب الكثافة السكانية، كما أنه كان يتم استبدال الجنود الذين تنتهي خدمتهم لسبب أو لآخر من نفس المنطقة، وذلك حفاظا على التوازن القبلي، لأن الانتماء إلى الجيش كان يترتب عليه تحرك في بنية المجتمع، أو ما يعرف بـالحراك الاجتماعي الناتج عما يتحقق للمنتسب من عائد مالي ثابت كل شهر، الأمر الذي يعني أول ما يعني حياة معيشية أسرية مستقرة إلى حد ما، من ناحية، ووضعاً اجتماعيًا أفضل، بفعل المكانة الاجتماعية التي تكون لمنتسبي الجيش، بالإضافة إلى المستوى المعيشي الأفضل في الثكنات والرعاية الصحية التي تنعدم في الأرياف، بغض النظر عن كون ذلك الجيش كان تحت السيطرة الاستعمارية، بدليل أن الكثير من أبناء القبائل كانوا يتوافدون على مقر التجنيد بأعداد كبيرة بهدف الالتحاق بتشكيلاته المختلفة، وكان لزعماء القبائل الكثير من مواقف الاحتجاج على رفض السلطات البريطانية قبول أعداد كبيرة من أبنائهم.

### التكوين
كان جيش الليوي يتكون في بداية تشكيله من كتيبة مشاة تضم مائتي فرد، الكثير منهم (ضباطا وأفرادا) من منتسبي الكتيبة اليمنية الأولى التي تم تسريحها عام 1925م، وكذلك فرقة من الهجانة مكونة من خمسين رجلا وستين جملا، وتعين لقيادتها بعد ذلك في 1931م القائد البريطاني “هاميلتون” الذي لعب دورا مهما في إنشاء القوات المحلية في الثلاثينيات من القرن العشرين، وساعده في ذلك الضابط اليمني أحمد صالح المقطري.
في سنة 1945م وصل عدد جيش الليوي إلى ألف وثمانمائة عنصر من مختلف الرتب، وذلك بعد أن امتد نشاطه إلى المناطق الريفية للمشاركة في قمع الانتفاضات القبلية ضد الاستعمار البريطاني. وكان جيش الليوي ينقسم إلى طوابير، ويسمى كل طابور باسم منطقة منتسبيه مثل: طابور العوالق، والطابور العوذلي...إلخ.
وقد تم إنشاء مركز تدريب خاص في ضاحية عدن لتدريب جيش الليوي، وكانت برامج التدريب شاملة من التعليم الأولي حتى التدريب على الأسلحة وفنون القتال المختلفة، ثم أضيف إلى البرنامج التدريب على فنون الدفاع الجوي، في مواجهة الغارات الجوية المحتملة، وحقق الليويون في ذلك نجاحات طيبة في مواجهة الغارات الجوية الإيطالية عام 1940م، وتمكن أحد منتسب وحدة الدفاع الجوي (علي سالم حصامة) من إسقاط طائرة إيطالية فوق سماء عدن مباشرة.
تم تزويد جيش الليوي بالأسلحة الفردية من نوع “لي إنفليد وسملك (شرفا وكندا) والقنابل اليدوية وعدد من الأسلحة المتوسطة والثقيلة من أعيرة مختلفة، منها: رشاشات “برن” مدافع هاون بوصتين وثلاث بوصات، مدفعية الـ م/ط.